# توم بيكر (لاعب البولنغ)
توم بيكر (بالإنجليزية: Tom Baker)‏ هو لاعب البولنغ ‏ أمريكي، ولد في 12 سبتمبر 1954.